# カーター郡 (ケンタッキー州)

ケンタッキー州内の位置

カーター郡（Carter County）は、アメリカ合衆国ケンタッキー州内に位置する郡である。人口は26,889人（2000年）。郡庁所在地はグレイソンである。この郡はウィリアム・グレイソン・カーター大佐の名を取って命名された。

## 地理
アメリカ合衆国統計局によると、この郡は総面積1,067 km2 (412 mi2) である。このうち1,063 km2 (411 mi2) が陸地で4 km2 (2 mi2) が水地域である。総面積の0.38%が水地域となっている。

### 隣接する郡
- グリーナップ郡  (北東)
- ボイド郡  (東)
- ローレンス郡  (南東)
- エリオット郡  (南)
- ローワン郡  (南西)
- ルイス郡  (南西)

## 人口動勢
2000年国勢調査で、この郡は人口26,889人、10,342世帯、及び7,746家族が暮らしている。人口密度は25/km2 (66/mi2) である。11/km2 (28/mi2) の平均的な密度に11,534軒の住宅が建っている。この都市の人種的な構成は白人99.02%、アフリカン・アメリカン0.13%、先住民0.25%、アジア0.11%、太平洋諸島系0.00%、その他の人種0.08%、及び混血0.41%である。ここの人口の0.59%はヒスパニックまたはラテン系である。
この郡内の住民は24.50%が18歳未満の未成年、18歳以上24歳以下が10.80%、25歳以上44歳以下が28.40%、45歳以上64歳以下が23.80%、及び65歳以上が12.50%にわたっている。中央値年齢は36歳である。女性100人ごとに対して男性は95.90人である。18歳以上の女性100人ごとに対して男性は93.30人である。
この郡内の世帯ごとの平均的な収入は26,427米ドルであり、家族ごとの平均的な収入は31,278米ドルである。男性は28,690米ドルに対して女性は20,554米ドルの平均的な収入がある。この郡の一人当たりの収入 (per capita income) は13,442米ドルである。人口の22.30%及び家族の19.20% は貧困線以下である。全人口のうち18歳未満の28.90%及び65歳以上の21.30%は貧困線以下の生活を送っている。

## 都市及び町
- グレイソン（郡庁所在地）
- オリーブヒル
- デントン
- Grahn